# Lapeh Zanak
Lapeh Zanak (persiska: لپه زنگ, لپه زنک, لَپِه سَنگ) är en ort i Iran.   Den ligger i provinsen Teheran, i den centrala delen av landet, 21 km sydost om huvudstaden Teheran. Lapeh Zanak ligger 1 211 meter över havet och antalet invånare är 628.
Terrängen runt Lapeh Zanak är kuperad norrut, men söderut är den platt.Runt Lapeh Zanak är det tätbefolkat, med 297 invånare per kvadratkilometer. Närmaste större samhälle är Qarchak, 15,8 km söder om Lapeh Zanak. Trakten runt Lapeh Zanak består i huvudsak av gräsmarker.